# Humphrey Bogart
Humphrey DeForest Bogart (New York, New York, 25. prosinca 1899. – Los Angeles, Kalifornija, 14. siječnja 1957.), američki filmski i kazališni glumac te kulturna ikona. Časopis Entertainment Weekly proglasio ga je najvećom filmskom legendom svih vremena. Američki filmski institut 1999. ga je proglasio najvećom muškom filmskom zvijezdom.
Nakon pokušaja s raznim poslovima, Bogart je 1921. počeo glumiti i postao redoviti izvođač u broadwayskim produkcijama u dvadesetima i tridesetima. Nakon burzovnog kraha 1929. smanjila se potražnja za predstavama pa se Bogart okrenuo filmu. Njegov prvi značajniji uspjeh bila je uloga Dukea Manteeja u Okamenjena šuma. Dobio je pohvale za izvedbu u kazališnoj izvedbi pa se njegov prijatelj Leslie Howard pobrinuo da je reprizira i u filmskoj verziji iz 1936. Unatoč sjajnim kritikama, za Bogartom se vukla etiketa gangstera iz B-filmova. Prekretnica se dogodila 1941. s filmovima Visoka Sierra (iako je i u njemu glumio kriminalca) i Malteški sokol. Sljedeće godine, njegova uloga Ricka Blainea u Casablanci konačno ga je dovela na vrh glumačke profesije, a u isto vrijeme zacementirala njegovu prepoznatljivu filmsku osobnost, onu tvrdokornog cinika koji ponekad pokazuje svoju plemenitu stranu. Slijedili su trijumfi s filmovima Duboki san (1946.); Otok Largo (1948.), u kojem je nastupio sa svojom suprugom Lauren Bacall; Blago Sierra Madre (1948.); Afrička kraljica (1951.), za koji je osvojio Oscar za najboljeg glumca; i Pobuna na Caineu (1954.). Ukupno se pojavio u 75 dugometražnih filmova.

## Rani život
Bogart je rođen u New Yorku, kao najstarije dijete Belmonta DeForesta Bogarta (rođen u srpnju 1867. u Watkins Glenu u New Yorku - umro 8. rujna 1934. u New Yorku) i Maud Humphrey (1867. – 1941.). Belmont i Maud vjenčali su se u lipnju 1898. Preci njegova oca bili su engleskog, nizozemskog i španjolskog podrijetla. Bogart je nizozemsko prezime koje znači "voćnjak". Majka mu je bila većinom engleskog podrijetla, uz manji utjecaj velškog. Bogartov otac bio je prezbiterijanac, a majka članica Episkopalne Crkve.
Bogartov rođendan bio je predmet kontroverzi. Dugo se vjerovalo da je rođen na Božić 1899., što je izmislio Warner Bros. i često koristio zbog romantične pozadine, a zapravo se rodio 23. siječnja 1899., što je datum koji se pojavljuje u mnogim navodima. Međutim, ova se priča danas čini neutemeljenom: iako nikad nije pronađen rodni list, obavijest o njegovom rođenju pojavila se u bostonskim novinama u siječnju 1900., a potvrđuje da se rodio na Božić 1899., kao i drugi izvori.

### Djetinjstvo
Bogartov otac, Belmont, bio je kirurg specijaliziran za srce i pluća. Njegova majka, Maud Humphrey, bila je vrlo uspješna komercijalna ilustratorica koja se obrazovala u New Yorku i Francuskoj. Bila je militantna feministica. Upotrijebila crtež bebe Humphreyja za poznatu kampanju za dječju hranu Mellins. Zarađivala je preko 50 tisuća dolara godišnje kao ilustrator, što je u to vrijeme bio ogroman iznos, u odnosu na muža koji je godišnje zarađivao 20 tisuća. Bogartovi su živjeli u otmjenom stanu na Upper West Sideu, a imali su i vikendicu u državi New York.
Humphrey je bio najstarije od troje djece. Imao je dvije sestre, Frances i Catherine Elizabeth (Kay). Roditelji su mu bili dosta službeni, zauzeti svojim karijerama te su se često svađali. Rezultat svega bio je manjak emocija koje su upućivali djeci. "Odgojen sam jako neosjećajno, ali i vrlo pošteno. Poljubac je u našoj obitelji bio pravi događaj. Naši majka i otac nisu se pretjerano brinuli za moje sestre i mene." Bogarta su kao dječaka zadirkivali zbog njegovih uvojaka, urednosti, "slatkih" slika na kojima je morao pozirati za majku, odjeće Little Lord Fauntleroy u koju ga je odijevala - te imena "Humphrey". Od oca je naslijedio potrebu za pomaganjem drugima, zaluđenost pecanjem, dugogodišnju ljubav za jedrenje i privlačnost samouvjerenih žena.

### Obrazovanje
Bogartovi su kao tipični izdanci njujorškog društva slali sina u privatne škole. Obrazovanje je započeo u školi Delancy gdje se zadržao do petog razreda, a zatim preselio u Trinity School. Bio je nezainteresiran, mrzovoljan učenik koji nije pokazivao zanimanje za izvanškolske aktivnosti. Kasnije je otišao na prestižni pripremni koledž Phillips Academy u Andoveru u Massachusettsu, najstariju pripremnu školu u Americi, gdje je preporučen na osnovu obiteljskih veza. Nadali su se da će poći na Yale, ali on je 1918. izbačen.
Detalji njegova isključenja su nejasni: jedna priča kaže da je izbačen jer je bacio ravnatelja u Rabbit Pond, umjetno jezero na kampusu. Drugi su tvrdili kako je pušio i pio, a uz to slabo učio i dobacivao nastavnicima. Druga priča kaže kako ga je iz škole povukao otac jer je loše učio. U svakom slučaju, njegovi roditelji bili su vrlo obeshrabreni slijedom događaja i svojim propalim planovima koje su imali za sinovu budućnost.

### Mornarica
Kako na vidiku nije bilo druge karijere, Bogart je slijedio svoju ljubav prema moru i u proljeće 1918. se prijavio u Mornaricu SAD-a. Kasnije se prisjetio, "S osamnaest godina rat izgleda kao sjajna stvar. Pariz! Francuske djevojke! Dovraga sve!" Bogart je većinu vremena proveo kao mornar i član posade koja je prevozila američke postrojbe natrag iz Europe nakon potpisivanja primirja.

#### Prepoznatljivi ožiljak
Bogart je u to vrijeme zaradio i ožiljak, njegov zaštitni znak te razvio svoje karakteristično šaptanje, iako su prave okolnosti nejasne. Jedna verzija govori kako mu je usnu rasjekao komadić šrapnela tijekom artiljerijske vatre s njegova broda, USS Leviathan, iako neki tvrde da Bogart nije ni vidio mora nakon što je potpisano primirje. Druga verzija, za koju Bogartov dugogodišnji prijatelj, pisac Nathaniel Benchley, tvrdi da je istina ta da je Bogart ozlijeđen dok je vodio zatvorenika u pomorski zatvor u New Hampshireu. Navodno je zatvorenik u lisicama, dok su mijenjali vlak u Bostonu, zamolio Bogarta za cigaretu, i dok je Bogart tražio šibice, podigao ruke i udario ga po ustima lisicama, rasjekavši mu usnu i pobjegao. Zatvorenik je na kraju zatvoren u Portsmouthu. Alternativno objašnjenje je da ga je zatvorenik udario jednom rukom dok ga je Bogart oslobađao, dok mu je druga ruka još bila u lisicama. Prema knjizi Humphrey Bogart: The Early Years Darwina Portera, ožiljak je djelo njegova oca, Belmonta, kojeg je zaradio tijekom strašne svađe. Najvjerojatnije je kako se prava istina nikad neće ni saznati.
Bez obzira na sve to, dok je Bogart došao do liječnika, ožiljak se već formirao. "Prokleti doktor", rekao je poslije Bogart Davidu Nivenu, "umjesto da ga zakrpa, samo je sve zabrljao." Zapravo, Niven kaže da kad je pitao Bogarta za ožiljak rekao mu je kako je to posljedica nesreće iz djetinjstva; Niven tvrdi da su priče o zadobivanju ožiljka za vrijeme rata izmislili studiji kako bi unijeli dašak glamura. U njegovom post-ratnom liječenju se ne spominje ožiljak na usni iako se spominju manji ožiljci. Kad je glumica Louise Brooks 1924. upoznala Bogarta, imao je manji ožiljak na gornjoj usni, koji je Belmont Bogart možda djelomično sanirao prije nego što se Bogart 1930. počeo baviti filmskim biznisom. Ona vjeruje kako ožiljak nema veze s njegovim karakterističnim govorom.

## Rana karijera
Bogart se vratio kući i otkrio kako je Belmont slaba zdravlja (vjerojatno zbog ovisnosti o morfiju), da mu je liječnička praksa u lošem stanju, a i izgubio je mnogo obiteljskog novca lošim ulaganjima u drvni materijal. Tijekom svojih dana u Mornarici, Bogart se osamostalio i razvio vlastite osobine udaljivši se tako od obiteljskog utjecaja. Postao je liberal koji je mrzio umišljenost, pozere i snobove, otvoreno se družio s ljudima koji su pripadali raznim manjinama, bez obzira na rasu, vjeru ili seksualnu orijentaciju, a s vremena na vrijeme je prkosio konvencionalnom ponašanju i autoritetu, što su osobine koje će pokazivati i u svojim filmovima. S druge strane, zadržao je osobine pristojnih manira, razgovjetnosti, točnosti, skromnosti i nesklonost fizičkom dodiru.
Nakon mornaričke službe, Bogart je radio kao brodar, a nakon toga kao prodavač obveznica. Pridružio se Mornaričkim rezervama. Što je još važnije, zadržao je prijateljske odnose s prijateljem iz djetinjstva Billom Bradyjem Jr. čiji je otac imao veze u zabavnoj industriji, a Bogart je kasnije dobio uredski posao u novoj tvrtki Williama Bradyja Sr. World Films. Okušao se kao scenarist, redatelj i producent, ali se nije iskazao ni u jednom polju. Jedno je vrijeme bio menadžer kazališne predstave Bradyjeve kćeri Alice Brady, A Ruines Lady. Nekoliko mjeseci kasnije 1921., Bogart je ostvario svoj kazališni debi kao japanski batler u Drifting, još jednoj predstavi Alice Brady, nervozno izgovorivši jednu rečenicu. Ostvario je još nekoliko nastupa u njenim sljedećim komadima. Bogartu su se svidjeli kasni sati u kojima su glumci radili i uživao u pozornosti koju glumac dobiva na pozornici. Mnogo je vremena proveo u točionicama alkohola i postao teški pijanac. Barska tučnjava koja datira iz tog vremena možda je pravi uzrok Bogartova ožiljka na usni, jer se ta priča bolje poklapa nego ona Louise Brooks. Bogart je rekao, "Rođen sam kao indolentan, a ovo je bio najlakši porok."
Bogart je odgojen u uvjerenju kako je gluma ispod razine džentlmena, ali on je uživao u kazališnoj glumi. Nikad nije uzimao satove glume, ali je bio uporan i odlučno radio. Pojavio se u barem sedamnaest broadwayskih produkcija između 1922. i 1935. Glumio je mlađahne ili romantične sporedne glumce u salonskim komedijama. Vjeruje se kako je on i prvi glumac koji je na pozornici rekao "Tennis, anyone?" (fraza koja karakterizira život više klase, posebice u Britaniji početkom 20. stoljeća, koja je zaokupljena samo sobom i svoju dosadu upražnjava igrajući, među ostalim, tenis, a pri tome nemareći za stvaran i težak život drugih oko sebe). Kritičar Alexander Woollcott pisao je za neke od njegovih ranih radova da je on "kao što se to obično i samilosno kaže nepotpun." Neke su recenzije bile povoljnije. Heywood Broun je u svojoj recenziji Nerves napisao, "Humphrey Bogart ostvaruje najefektniju ulogu... i suhu i svježu, ako je to moguće". Bogart je prezirao trivijalne, mekušne uloge koje je igrao u ranoj karijeri, nazvavši ih "White Pants Willie" ulogama.
Na početku svoje karijere, dok je igrao dvostruke uloge u komadu Drifting u Playhouse Theatreu, Bogart je upoznao Helen Menken. Vjenčali su se 20. svibnja 1926. u Gramercy Park Hotelu u New Yorku, a razveli 18. studenog 1927. te ostali prijatelji. Kasnije, 3. travnja 1928., oženio se s Mary Phillips u stanu njezine majke u Hartfordu u državi Connecticut. Ona je, kao i Menken, imala vatrenu narav. Mary je upoznao kad su se pojavili u predstavi Nerves koja se jako kratko davala u Comedy Theatreu u rujnu 1924.
Nakon burzovnog kraha 1929., kazališne su se produkcije otkazivale, a mnogi fotogenični glumci su se zaputili prema Hollywoodu. Bogartova prva filmska uloga bila je ona s Helen Hayes u kratkom filmu The Dancing Town iz 1928., čija se kopija nikad nije uspjela pronaći. 1930. se pojavio u još jednom kratkom filmu s Joan Blondell koji je ponovno pronađen 1963. Zatim je potpisao ugovor s Fox Film Corporation za 750 dolara tjedno. Spencer Tracy bio je ozbiljan glumac na Broadwayu koji se Bogartu sviđao i kojem se divio, a postali su i prijatelji i partneri po piću. Tracy ga je 1930. prvi prozvao "Bogey". (Nadimak razni izvori pišu na različite načine. Bogart je sam rekao kako mu se nadimak piše "Bogie"). Tracyjev i Bogartov jedini zajednički film bio je jedan od prvih zvučnih filmova Johna Forda Up the River (1930.), a obojica su glumili zatvorenike. Bio je to Tracyjev filmski debi. Bogart je zatim 1931. odigrao manju ulogu u The Bad Sister s Bette Davis.
Bogart je između 1930. i 1935. letio amo-tamo između Hollywooda i njujorške kazališne scene, usred čega je često po nekoliko tjedana bio bez posla. Roditelji su mu živjeli odvojeno, a Belmont je umro 1934. u dugu, koji je Bogart s vremenom otplatio. (Od oca je naslijedio zlatni prsten koji je uvijek nosio, čak i u svojim filmovima. Na očevoj samrtnoj postelji mu je konačno rekao koliko ga voli). Bogartov drugi brak bio je na klimavim nogama, a bio je nesretniji nego svojom tadašnjom glumačkom karijerom; postajao je depresivan, iritiran te je mnogo pio.

### Okamenjena šuma
Bogart je 1934. nastupio u broadwayskom komadu Invitation to a Murder. Producent Arthur Hopkins čuo je dramu iza kulisa i angažirao Bogarta kad je odlučio da će producirati novu dramu Roberta E. Sherwooda, Okamenjena šuma. Hopkins se kasnije prisjetio, "Kad sam vidio glumca, bio sam pomalo zatečen, jer je on bio netko kome se nikad nisam mnogo divio. Bio je ostarjeli mladić koji je većinu svojih kazališnih dana proveo u bijelim hlačama mašući teniskim reketom. Nije se baš činio hladnokrvnim ubojicom, ali glas (suh i umoran) nije popuštao, bio je to Manteejev glas".
Predstava je imala 197 izvedbi u Broadhurst Theatreu u New Yorku 1935. Bogart je nastupio s Lesliejem Howardom u ulozi odbjeglog ubojice Dukea Manteeja. Kritičar New York Timesa Brooks Atkinson napisao je u svojoj kritici komada: "otužna... burna vestern melodrama... Humphrey Bogart ostvario je ulogu karijere." Bogart je rekao za film, "označio je moje oslobađanje od uglađenih, mekušnih, uštirkanih 'laskavaca' za koje sam mislio kako sam doživotno proklet." No, i dalje se osjećao nesigurno.
Warner Bros. je otkupio filmska prava na Okamenjenu šumu. Film je bio slavan po svojim sirovim, urbanim, niskobudžetnim akcijskim filmovima pa se scenarij doimao savršenim, posebno stoga što je publika u tom trenutku bila oduševljena stvarnim kriminalcima kao što su John Dillinger i Dutch Schultz. Za glavne uloge angažirani su Bette Davis i Leslie Howard, a Howard, koji je bio vlasnik produkcijskih prava, jasno je dao do znanja kako uz sebe želi i Bogarta. Studio je za ulogu Dukea Manteeja testirao nekoliko holivudskih veterana i izabrao Edwarda G. Robinsona, koji je imao snažniji zvjezdani status te bio odlučan u namjeri da snimi film kako bi ispunio svoj skupi ugovor. Bogart je telegramom ovo prenio Howardu, koji je bio u Škotskoj. Howard je kontaktirao Jacka Warnera i inzistirao da Bogart dobije ulogu. Jack Warner, koji je bio slavan po svađi sa svojim glumcima, pokušao je Bogartu nadjenuti umjetničko ime, ali ovaj se pokazao kao tvrd orah. Bogart nikad nije zaboravio ovu uslugu pa je 1952. nazvao svoju jedinu kćer, Leslie, po Howardu, koji je poginuo u Drugom svjetskom ratu. Robert E. Sherwood ostao je blizak Bogartov prijatelj.

### Rana filmska karijera
1936. se pojavila filmska verzija Okamenjene šume. Njegova izvedba nazvana je "briljantnom", "zadivljujućom" i "superiornom". Unatoč uspjehu u "A filmu", Bogart je dobio mlaki ugovor na 26 tjedana uz honorar od 550 dolara tjedno, a nakon toga je etiketiran kao gangster te je nastupio u seriji drugorazrednih kriminalističkih drama. Bogart je bio ponosan na svoj uspjeh, ali činjenica da je on došao igranjem gangstera ga je mučila. Jednom je rekao, "Ne mogu se upustiti u običnu diskusiju a da se to ne pretvori u svađu. Mora da to ima veze s mojim tonom glasa ili ovom arogantnom facom - nešto što izaziva sve. Nitko me ne želi vidjeti. Pretpostavljam da je to zato što sam etiketiran kao težak tip."
Bogartove se uloge nisu samo ponavljale nego su bile i fizički zahtjevne i iscrpljujuće (studiji još nisu uveli klimatizacijski sustav), a njegov ogromni, stisnuti posao u Warner Brosu. nije bio baš "mačji kašalj" kako se glumac nadao. Međutim, uvijek je bio profesionalan i općenito poštovan među kolegama. U godinama snimanja "B-filmova", Bogart je počeo razvijati svoju prepoznatljivu filmsku osobnost - povrijeđenog, stoičkog, ciničnog, šarmantnog, ranjivog usamljenika s jezgrom ponosa koji se ruga sam sebi.
Bogartove prepirke s Warnerima oko uloga i novca bile su slične onima koje je studio vodio s manje poslušnim zvijezdama kao što su Bette Davis, James Cagney, Errol Flynn i Olivia de Havilland.
Studijski sustav, tada na svom vrhuncu, u velikoj je mjeri ograničavao glumce na jedan studio, s povremenim iznajmljivanjima, a Warner Bros. nije imao namjeru od Bogarta učiniti veliku zvijezdu. Snimanje novog filma moglo je početi nekoliko dana ili čak nekoliko sati nakon što bi završilo snimanje prethodnog. Bilo koji glumac koji bi odbio ulogu mogao je biti suspendiran bez plaće. Bogartu se nisu svidjele uloge izabrane za njega, ali je neumorno radio: između 1936. i 1940., Bogart je u prosjeku snimao jedan film u dva mjeseca, ponekad čak radeći na dva istodobno, jer su filmovi snimani scenu po scenu, a rijetko nekronološki. U Warneru je bilo tek nešto više pogodnosti od onih koje su uživali drugi glumci u MGM-u. Bogart je smatrao kako je odjel garderobe u Warneru jeftin pa je često u svojim filmovima nosio vlastita odijela. U Visokoj Sierri je koristio vlastitog psa zvanog Zero kako bi igrao psa njegova lika, "Parda".
Glumci u Warner Brosu. koji su imali prednost pred Bogartom nisu bili samo klasične zvijezde kao što su James Cagney i Edward G. Robinson, nego i glumci danas puno manje poznati, kao što su Victor McLaglen, George Raft i Paul Muni. Većina boljih scenarija završila je kod tih glumaca, a Bogart je morao prihvaćati ono što bi ostalo. Snimio je filmove kao što su Racket Busters, San Quentin i You Can't Get Away With Murder. Jedina značajnija glavna uloga u ovom periodu bila je ona u filmu Samuela Goldwyna, Slijepa ulica (1937.), ali je zato nastupio u mnoštvu sporednih uloga, kao što je film Anđeli garava lica (1938.) (u kojem ga je ustrijelio James Cagney). Bogarta su na filmu često znali upucati, obično Cagney i Edward G. Robinson, među ostalima. U Crnoj legiji, za promjenu, igra dobrog čovjeka kojeg uhvati i uništi rasistička organizacija, filmu koji je Graham Greene nazvao "inteligentnim i uzbudljivim".
1938. ga je Warner Bros. ubacio u "seljački mjuzikl" zvan Swing Your Lady, kao promotora hrvanja, što je poslije smatrao svojom najgorom ulogom. 1939. je glumio ludog znanstvenika u Povratku Doktora X. Poludio je: "Da sam bio krv Jacka Warnera... Ne bi mi to puno smetalo. Problem je što su oni pili moju, a ja sam snimao ovaj odvratni film."
Mary Phillips, koja je s druge strane uživala u uspjehu kazališnog hita A Touch of Brimstone (1935.), odbila je odustati od svoje karijere na Broadwayu kako bi pošla s Bogartom u Hollywood. Nakon što je predstava završila s prikazivanjem, ipak je otišla u Hollywood, ali je inzistirala na nastavku vlastite karijere (još je bila veća zvijezda od njega) pa su se 1937. odlučili razvesti. 21. kolovoza 1938. Bogart je ušao u katastrofalan treći brak, s Mayo Methot, živahnom i ljubaznom ženom kad je bila trijezna, ali paranoičnom kad bi bila pijana. Bila je uvjerena da ju muž vara. Što su se ona i Bogart više udaljavali, ona je više pila, bjesnjela i počinjala bacati stvari na njega: biljke, lončarske posude, sve što bi joj došlo pod ruku. Čak je i zapalila kuću, ubola ga nožem i nekoliko puta prerezala zapešće. S druge strane, Bogart je trebao njezinu bezosjećajnost te se činilo kako uživa u svađi s njom. Ponekad je i on postao nasilan. Tisak ih je prozvao "the Battling Bogarts". "Brak Bogarta i Methot bio je nastavak Građanskog rata", rekao je njihov prijatelj Julius Epstein. U to vrijeme Bogart je nabavio jedrilicu i nazvao je "Sluggy", po svojoj vatrenoj ženi. Unatoč izjavama kao što su "Volim ljubomornu ženu", "slažemo se tako dobro jer nemamo iluzija jedno o drugome" i "Ne bih vam dao ni dva centa za damu bez temperamenta", postalo je jasno da je njihov brak postao destruktivna veza.
U tridesetima je u Kaliforniji kupio dugu jahtu "Santana" od glumca Dicka Powella. More je bilo njegovo utočište, a volio je jedriti oko Catalina Islanda. Bio je ozbiljan mornar, kojeg su cijenili i mornari koji su se nagledali previše holivudskih glumaca i njihovih brodova. Oko 30 vikenda godišnje provodio je na brodu. Jednom je rekao, "Glumcu treba nešto da stabilizira njegovu osobnost, nešto što će ga pretvoriti u ono što on doista jest, a ne što trenutno pokušava biti."
Cijeli život gadili su mu se umišljeni, imitatori i foliranti, kako je njegov sin Stephen 1999. rekao voditelju Robertu Osborneu na Turner Classsic Movies. Osjetljiv, a opet sarkastičan, Bogart je razvio osobnost ogorčenog idealista, čovjeka koji je napustio bolje stvari u New Yorku, živeći na svoj način, previše pijući, proklet da proživi svoj život među drugorazrednim ljudima i projektima.
Rijetko je gledao svoje filmove i nije pohodio premijere. Nije igrao holivudsku tračersku igru te se nije ulizivao novinskim kolumnistima. Nije glumio lažnu pristojnost i divljenje prema kolegama, ali ni zabijao nož u leđa. Čak je štitio vlastitu privatnost lažnim novinskim priopćenjima o svojem privatnom životu kako bi zadovoljio znatiželju novinara i publike. Kad bi mislio kako je glumac, redatelj ili filmski studio napravio nešto bezvrijedno, otvoreno bi govorio o tome, spreman da ga citiraju. Divio se Robertu Mitchumu zbog izjave da je jedini način kako preživjeti u Hollywoodu biti "oponent". Zbog svega toga mu popularnost nikad nije bila na visini, a neki u holivudskoj zajednici su ga privatno izbjegavali kako bi izbjegli probleme sa studijima. Tisak u Hollywoodu, kojemu je iskrenost bilo nešto strano, bio je oduševljen. Bogart je jednom rekao, "U cijelom Hollywoodu stalno mi govore kako nešto nisam trebao reći, da će me dovesti u nevolje to što kažem da neki film ili scenarist ili redatelj ili producent nije dobar. Ne shvaćam. Ako nije dobar, zašto to ne možeš i reći? Ako bi više ljudi to spomenulo, ubrzo bi se mogao dobiti nekakav efekt."

## Put do zvjezdanog statusa

### Visoka Sierra
Visoka Sierra, film Raoula Walsha iz 1941., napisao je Bogartov prijatelj, John Huston, a adaptiran je prema romanu W.R. Burnetta. Paul Muni i George Raft su odbili glavnu ulogu, davši tako priliku Bogartu da odigra lik s nešto više kompleksnosti. Film je bio Bogartov posljednji značajniji film u kojem je glumio gangstera (njegova zadnja gangsterska uloga bila je u The Big Shot, 1942.). Dobro je surađivao s Idom Lupino, a tijekom snimanja su se zbližili, što je izazvalo ljubomoru njegove žene Mayo.
Film je zacementirao snažni osobni i profesionalni odnos između Bogarta i Hustona. Bogart se divio i pomalo zavidio Hustonu zbog njegovih spisateljskih vještina. Iako je bio loš učenik, Bogart je cijeli život puno čitao. Mogao je citirati Platona, Alexandera Popea, Ralpha Waldo Emersona i preko tisuću Shakespeareovih rečenica. Divio se piscima, a neki od njegovih najboljih prijatelja bili su scenaristi, kao Louis Bromfield, Nathaniel Benchley i Nunnally Johnson. Bogart je uživao u intenzivnim, provokativnim razgovorima i žestokim pićima, kao i Huston. Obojica su bili buntovnički nastrojeni i voljeli izvoditi djetinjaste šale. Za Hustona se govorilo kako se dosađivao tijekom produkcije, a divio se Bogartu (koji se isto tako brzo dosađivao iza kamere) ne samo zbog njegova glumačkog talenta nego i zbog intenzivne koncentracije na setu.

### Malteški sokol
Raft je odbio glavnu mušku ulogu u redateljskom prvijencu Johna Hustona, Malteški sokol (1941.), jer je već nastupio u ranijoj produkciji Malteškog sokola iz 1931., a u ugovoru je pisalo kako se ne smije pojavljivati u remakeovima. Originalni roman, kojeg je napisao Dashiell Hammett, prvo je objavljen u šund časopisu Black Mask 1929. Bio je i predložak za još jedan film, Satan Met a Lady (1936.). Uz Bogarta su nastupili i Sydney Greenstreet, Peter Lorre, Elisha Cook, Jr. i Mary Astor kao fatalna žena.
Bogartov osjetljivi tajming u ulozi privatnog detektiva Sama Spadea hvalili su glumci i redatelj kao vitalnu kariku koja omogućava brzu akciju i munjeviti dijalog. Film je bio veliki hit njega, a za Hustona trijumfalni redateljski debi. Bogart je bio neobično sretan, primijetivši, "to je praktički remek djelo. Nemam mnogo stvari kojima se ponosim... ali ovo je jedna od njih."

### Casablanca
Bogart je svoju prvu romantičnu ulogu ostvario u filmu Casablanca, glumeći Ricka Blainea, opterećenog vlasnika noćnog kluba emigranta koji se skriva od vlastite prošlosti i održava kontakt s nacistima, francuskim podzemljem, višijskim prefektom i svojom bivšom djevojkom. Film je režirao Michael Curtiz, producirao ga je Hal Wallis, a u ostalim ulogama pojavili su se Ingrid Bergman, Claude Rains, Sydney Greenstreet, Paul Henreid, Conrad Veidt, Peter Lorre i Dooley Wilson.
U stvarnom životu, Bogart je igrao turnirski šah, na jednoj razini ispod majstorske. Navodno je bila njegova ideja da se Rick Blaine prikaže kao šahist, što je poslužilo i kao metafora za odnos između Bogartova i Rainsova lika. No, Paul Henreid se pokazao kao najbolji igrač.
Filmska magija Bogarta i Bergman bila je rezultat njihovih izvanrednih izvedbi, a ne stvarnih iskri, iako je njegova ljubomorna supruga mislila drukčije. Izvan seta, njih dvoje jedva da su razgovarali za vrijeme snimanja, iako je nju pratila reputacija zavodnice glavnih glumaca. Kako je Bergman bila viša od njega, Bogart je u nekim scenama na cipelama imao pričvršćene blokove od 76 milimetara. Ona je kasnije navodno rekla: "Poljubila sam ga, ali nikad ga nisam znala". Godinama kasnije, nakon što se Bergman udala za talijanskog redatelja Roberta Rossellinija i rodila dijete, Bogart joj se suprotstavio. "Bila si velika zvijezda", rekao je. "Što si sada?" "Sretna žena", odgovorila mu je.
Casablanca je 1943. osvojila Oscar za najbolji film. Bogart je bio nominiran za najboljeg glavnog glumca, ali je on pripao Paulu Lukasu za izvedbu u filmu Straža na Rajni. Ipak, za Bogarta je to bio veliki trijumf. Film ga je smjestio na četvrto mjesto na studijskom rosteru, čime je konačno pretekao Jamesa Cagneyja te 1946. povećao plaću na 460 tisuća dolara, čime je postao najplaćeniji svjetski glumac.

## Bogart i Bacall
Bogart je upoznao Lauren Bacall na snimanju filma Imati i nemati (1944.), djelomičnoj adaptaciji romana Ernesta Hemingwaya. Film ima mnogo sličnosti s Casablancom - isti neprijatelji, isti tip junaka, čak i pijanist (kojeg je ovog puta utjelovio Hoagy Carmichael).
Kad su se upoznali, Bacall je bilo 19, a Bogartu 45. Nadjenuo joj je nadimak "Baby". Od šesnaeste godine je bila model, a glumila je u dva propala komada. Bogarta su privukle njene izdužene kosti lica, zelene oči, žutosmeđa plava kosa i vitko tijelo, kao i njezina otrovna i gruba, otvorena iskrenost. Navodno je rekao, "Upravo sam vidio tvoju probu. Zabavit ćemo se zajedno." Njihova fizička i emocionalna privlačnost bila je intenzivna od početka, a razlika u godinama i glumačkom iskustvu stvorile su novu dimenziju odnosa mentor-učenik. Sasvim suprotno holivudskoj normi, bila je to njegova prva afera s glavnom glumicom. Bogart je i dalje bio u očajnom braku pa su prvi sastanci s Bacall bili kratki i diskretni, dok su u međuvremenu razmjenjivali ljubavna pisma. Veza je uvelike pomogla Bacall da snimi svoj prvi film, a Bogart je dao sve od sebe kako bi joj olakšao šaleći se s njom i potiho je savjetujući. Dopustio joj je da ukrade neke scene te je čak to i poticao. I redatelj Howard Hawks je činio sve kako bi joj pomogao, dok mu je Bogarta bilo lako režirati.
Hawks je u jednom trenutku počeo osporavati njihovu vezu. Smatrao se njezinim zaštitnikom i mentorom, a Bogart mu je oduzimao ulogu kakvu je zamislio za sebe (obično je izbjegavao svoje starlete, a bio je i oženjen). Hawks joj je rekao da Bogartu ne znači ništa i čak joj zaprijetio da će je poslati u Monogram, najgori studio u Hollywoodu. Bogart ju je smirio i potražio Hawksa. Jack Warner je izgladio razmiricu i snimanje se nastavilo. Hawks je iz ljubomore kasnije rekao o Bacall: "Bogie se zaljubio u lik koji je igrala, pa ga mora nastaviti glumiti do kraja života."

### Duboki san
Samo nekoliko mjeseci nakon završetka snimanja filma, Bogart i Bacall udružili su se ponovno na snimanju svog drugog zajedničkog filma, remek djela film noira Duboki san, prema romanu Raymonda Chandlera, opet uz scenarij Williama Faulknera. Chandler se uistinu divio Bogartovoj izvedbi: "Bogart može biti opasan i bez pištolja. Osim toga, ima smisao za humor koji je djelomično preziran."
Bogart se i dalje nalazio između svoje nove ljubavi i osjećaja dužnosti prema svom braku. Atmosfera na setu je bila napeta, oboje se glumaca emocionalno isrpilo dok je Bogart pokušavao pronaći način kako se izvući iz svoje dileme. Dijalog je opet bio nabijen Hawksovim seksualnim aluzijama, a Bogart je bio uvjerljivi i iskusni privatni detektiv Philip Marlowe. Na kraju, film se pokazao kao vrlo uspješan, iako su neki kritičari istaknuli kako je radnja zbunjujuća i previše komplicirana.

### Brak
Zahtjev za razvod podnesen je u veljači 1945. Bogart i Bacall zatim su se 21. svibnja 1945. vjenčali na maloj svečanosti u ladanjskoj kući Bogartova bliskog prijatelja, dobitnika Pulitzerove nagrade Louisa Bromfielda. Jack Warner poklonio je paru Buick iz Dubokog sna. Proveli su jednotjedni medeni mjesec na njegovoj jahti Sluggy.
Preselili su se na 160 tisuća dolara vrijedno imanje u otmjenom dijelu Holmby Hillsa. Imali su dva Jaguara i tri punokrvna psa boksera. Brak se pokazao sretnim, iako je bilo normalnih tenzija zbog razlike koje su ih dijelile. On je volio biti kući, ona noćni život. On je bio štedljiv i volio jednostavno uređenu kuću. Ona je bila rastrošna te je voljela otmjeno pokućstvo. On je volio more; njoj je na moru bilo zlo. Bacall mu je dopustila da mnoge vikende provede na svom brodu jer je ona patila od morske bolesti. Bogartovo pijenje ponekad bi prouzrokovalo napetosti. Njezine konfliktne uloge supruge i glumice uzrokovale su probleme, ali je ona uspijevala izbalansirati oboje. Kako je sazrijevala, postajala je sve sigurnija, dominatnija i željnija kontrole. Bogart je od nje crpio energiju. Obično je bila fleksibilna oko njegovih zahtjeva, ali je on često popuštao kako bi se održao mir.
6. siječnja 1949., Bacall je rodila sina, Stephena Humphreyja Bogarta. Stephen je dobio ime po nadimku Bogartova lika iz Imati i nemati. 23. kolovoza 1952. dobili su drugo dijete, Leslie Howard Bogart (curicu nazvanu po britanskom glumcu Leslieju Howardu, koji je poginuo u 2. svjetskom ratu).

## Kasnija karijera
Veliki uspjeh Casablance redefinirao je Bogartovu karijeru. Prvi put, Bogart je mogao glumiti grube, snažne, a u isto vrijeme ranjive muškarce. Ali u Warneru nije slijedio nijedan film koji bi se mogao mjeriti s Casablancom. Iako mu se status uvelike poboljšao, još uvijek nije bio u mogućnosti odbiti scenarij, a kad bi dobio loš scenarij, sukobio bi se s vodstvom studija, kao što je to bio slučaj s filmom Sukob (1943.). Iako je za taj film popustio Jacku Warneru, uspješno je odbio Bog je moj kopilot (1945.). U razdoblju između 1943. i 1944., Bogart je zajedno sa suprugom Mayo odlazio na turneje United Service Organizations, uz mnoga putovanja u Italiju i Sjevernu Afriku, uključujući posjet Casablanci.

### Blago Sierra Madre
Na krilima slave i s novim ugovorom koji mu je omogućavao odbijanje nekih scenarija te osnivanje vlastite produkcijske kompanije, Bogart se ponovno udružio s Johnom Hustonom u Blagu Sierra Madre, priči o tri pohlepna kopača zlata u prašnjavom predjelu Meksika. Kako nije uključivao ljubavnu priču ili sretni završetak, film je označen kao riskantan projekt. Bogart je kasnije rekao o svom partneru (i redateljevu ocu) Walteru Hustonu, "On je valjda jedini glumac u Hollywoodu kojem ću sa zadovoljstvom prepustiti scenu."
Produkcija je bila iscrpljujuća, a film je sniman ljeti zbog uvjerljivosti i atmosfere. James Agee je napisao, "Bogart je odradio izvrstan posao s ovim likom... miljama ispred dobrih izvedbi koje je ostvario prije." John Huston osvojio je Oscar za režiju i scenarij, a njegov otac za najboljeg sporednog glumca, ali film nije polučio veći komercijalni uspjeh. Bogart je prigovorio, "Inteligentan scenarij, prelijepo režiran - nešto drugačije - a publika nije bila zainteresirana za nj."

### Odbor za neameričke aktivnosti
Bogart je kao liberalni demokrat tijekom godina u kojima je makartizam dosezao svoj vrhunac organizirao delegaciju zvanu Odbor za Prvi amandman koja je djelovala protiv uznemiravanja holivudskih scenarista i glumaca od strane Odbora za neameričke aktivnosti. U izdanju časopisa Photoplay iz ožujka 1948. napisao je članak "I'm No Communist" u kojem se distancirao od Holivudske desetorke kako bi se suprotstavio negativnim napisima koji su rezultirali njegovim pojavljivanjem.

### Santana Productions
Iako su mu ponuđene bolje, raznovrsnije uloge, 1948. je osnovao vlastitu produkcijsku kompaniju zvanu Santana Productions po svojoj privatnoj jahti. (Santana je bilo i ime jahte koja se 1948. pojavljivala u filmu Otok Largo). Jack Warner se navodno razbjesnio na ovu vijest, iako je takva mogućnost stajala u Bogartovu ugovoru, bojeći se da će i ostali glumci učiniti istu stvar te da će veliki studiji izgubiti moć. Studiji su, međutim, već bili pod velikim pritiskom, ne samo zbog slobodne razmjene glumaca kao što su Bogart, James Stewart, Henry Fonda i ostali, nego i zbog sve većeg utjecaja televizije i drugih anti-trustovskih zakona koji su slamali lance kazališta.
U produkciji svoje tvrtke, koje je distribuirala Columbia Pictures, Bogart je nastupio u filmovima:
- Knock on Any Door (1949.)
- Tokio Joe (1949.)
- Na usamljenom mjestu (1950.)
- Sirocco (1951.)
- Udri vraga (1954.)

Iako većina filma nije uspjela vratiti uloženi novac (što je bio glavni razlog gašenja Santane), bar su dva od njih ostala upamćena do danas; Na usamljenom mjestu danas se smatra remek djelom film noira. Bogart glumi ogorčenog pisca Dixona Steelea koji je poznat kao nasilnik i postaje osumnjičenik u slučaju ubojstva, a u isto vrijeme se zaljubi u propalu glumicu, koju igra Gloria Grahame. Mnogi Bogartovi biografi i glumica/scenaristica Louise Brooks slažu se da je ta uloga najbliža Bogartovoj pravoj ličnosti te se smatra jednom od njegovih najboljih izvedbi. Brooks je napisala kako mu je film "dao ulogu koju je mogao odigrati s kompleksnošću, jer njegov junak koji se ponosi svojom umjetnošću, svojom sebičnošću, pijanstvom, manjkom energije uz izljeve nasilja dijeli te osobine sa samim Bogartom". Junak čak posjeduje neke osobine karakteristične za Bogarta, kao što je naručivanje njegova omiljenog jela: šunke i jaja.
Udri vraga, njegov posljednji film s bliskim prijateljem i omiljenim redateljem Johnom Hustonom, također je stekao kultni status. Ko-scenarist filma bio je Truman Capote, a film je bio parodija Blaga Sierra Madre, priča o nemoralnoj skupini nitkova koji se utrkuju u potrazi za nedostižnim blagom, u ovom slučaju uranija.
Bogart je 1955. prodao svoj udio u Santani Columbiji za milijun dolara.

### Panda incident
Bogart i njegov prijatelj Bill Seeman došli su 1950. u El Morrocco Club u New Yorku iza ponoći. Poslali su nekoga da im kupi plišane pande jer su u pijanom stanju mislili kako će pande biti dobro društvo. Posjeli su medvjede u odvojene stolice i počeli piti. Dvije mlade žene vidjele su plišane životinje. Kad je jedna žena uzela jednu lutku, ubrzo je završila na podu. Druga žena namjeravala je učiniti isto, ali je završila u istom položaju.
Sljedećeg jutra Bogarta je probudio gradski službenik koji mu je uručio sudski poziv. Svjestan kako će mediji dignuti veliku prašinu, susreo se s novinarima neobrijan i u pidžami. Rekao im je kako se sjeća da je netko ugrabio pandu i "nekog vrištanja mlade dame. Nitko nije ozlijeđen, nisam nikoga tresnuo; ako su djevojke pale na pod, vjerojatno nisu mogle ustati." U isto je vrijeme časopis Time izvijestio kako je navodna žrtva imala tri znaka od navodnog napada te da je "objasnila da su to otekline i modrice." Glasnogovornik kluba Leonard MacBain je izjavio, "Nije bilo razmjene udaraca, bila je to jedna od onih stvari."
Sljedećeg petka, nakon što je žena priznala da je dirala pandu, "Sudac John R. Starkey je presudio kako je Bogart štitio svoje vlasništvo, rekao kako je osumničeni glumac doveden u zamku u slučaju reklamiranja kluba i odbacio slučaj."

### Afrička kraljica
Bogart je 1951. nastupio u filmu Afrička kraljica, s Katharine Hepburn, a režiju je potpisivao njegov prijatelj John Huston. Roman po kojem je film bio snimljen je pregledan i ostavljen nerazrađen sljedećih petnaest godina sve dok producent Sam Spiegel i Huston nisu kupili prava. Spiegel je poslao knjigu Katharine Hepburn i predložio joj Bogarta za glavnog glumca, u uvjerenju kako je "on jedini čovjek koji može odigrati tu ulogu". Hustonova ljubav prema pustolovini i prilika da radi s Hepburn i Bogartovi raniji uspjesi s redateljem uvjerili su glumca da se ostavi komfornog okruženja Hollywooda i krene na teško snimanje u Belgijski Kongo u Africi. Bogart je trebao dobiti 30, a Hepburn 10 posto profita od filma, plus relativno maleni honorar za oboje. Glumci su se susreli u Londonu i rekli kako se raduju zajedničkom projektu.
Bacall je pošla s njima i zadržala se preko četiri mjeseca, ostavivši njihovo mlado dijete, ali Bogartovi su započeli putovanje obilaskom Europe, uključujući posjet papi Piu XII. Bacall se kasnije odrekla glamura i postala korisna kuharica, bolničarka i pralja, za što ju je Bogart pohvalio: "Ne znam što bismo bez nje. Prala je moje rublje u najmračnijoj Africi". Gotovo svi glumci obolili su od dizenterije, osim Bogarta i Hustona, koji su se opskrbili konzerviranom hranom i pićem. Bogart je objasnio, "Samo sam jeo grašak, konzervirane šparoge i pio viski. Kad god bi muha ugrizla Hustona ili mene, pala bi mrtva." Trezvena Hepburn prošla je najgore, izgubila na težini, a jedno je vrijeme bila ozbiljno bolesna. Bogart se odupirao Hustonovom inzistiranju na korištenju pravih pijavica u ključnoj sceni u kojoj Bogart mora odvući brod kroz pješčanu močvaru, pa su na kraju korištene uvjerljivi lažnjaci. Ekipa je na kraju prevladala bolest, invaziju mrava ratnika, šuplje brodove, lošu hranu, neprijateljski raspoložene nilske konje, loše vodene filtere, užasnu vrućinu, izolaciju i brodski požar kako bi snimili nezaboravan film.
Afrička kraljica bio je prvi Technicolor film u kojem se Bogart pojavio. Tijekom svoje karijere je nastupio u relativno malo filmova u boji. Ostali su Pobuna na Caineu, Bosonoga kontesa, Nismo mi anđeli i Božja lijeva ruka.
Uloga Charlieja Alnutta donijela je 1951. Bogartu njegovog jedinog Oscara za najbolju glavnu ulogu. Sam Bogart smatrao je ovu izvedbu svojom najboljom. Obećao je prijateljima da će, ako pobijedi, njegov govor prekršiti sve konvencije govora o zahvaljivanju svim prisutnima. Savjetovao je Claire Trevor kad je bila nominirana za Otok Largo "samo reci kako si ti zaslužna za sve i ne zahvaljuj nikome". Međutim, kad je osvojio Oscar, kojeg je istinski priželjkivao unatoč svom dobro poznatom prijeziru prema Hollywoodu, rekao je: "Dug je put od Belgijskog Konga do ove pozornice ovog kazališta. Ljepše je biti ovdje. Hvala vam lijepo... Nitko to nije postigao sam. Kao i u tenisu, trebate dobrog protivnika ili partnera kako bi izvukao najbolje iz vas. John i Katie pomogli su mi da budem ovdje gdje sam sada". Unatoč uzbudljivoj pobjedi i priznanju, Bogart je kasnije komentirao, "Način kako preživjeti Oscare je pokušati ne osvojiti drugi... previše zvijezda... ga osvoje i pomisle kako su nadmašili sebe... postaju prestrašeni riskirati. Rezultat: mnogo dosadnih izvedbi u dosadnim filmovima."

## Posljednje uloge
Bogart je odustao od svojih potraživanja kako bi dobio ulogu kapetana Queega u filmu Edwarda Dmytryka, Pobuna na Caineu, ali onda ga je obuzela njegova stara ogorčenost. Unatoč svom uspjehu koji je postigao, i dalje je bio stari melankolični Bogart, u svađi sa studijem, dok mu se zdravlje počelo pogoršavati.
Bogart je bravurozno odigrao kapetana Queega, nestabilnog pomorskog časnika, u mnogim pogledima produžetak likova koje je igrao u Malteškom sokolu, Casablanci i u Dubokom snu - oprezni usamljenik koji ne vjeruje nikome - ali bez imalo humora i topline, što je te likove učinilo privlačnima. Kao i njegov portret Franka C. Dobbsa u Blagu Sierra Madre, Bogart je glumio paranoičnog i samosažaljivog junaka kojeg uništava vlastita tvrdoglavost. Tri mjeseca prije premijere filma, pojavio se na naslovnici časopisa Time u ulozi Queega, dok je u to doba Henry Fonda nastupao u kazališnoj verziji (u drugoj ulozi), od čega je oboje privuklo mnogo pozornosti na film.
Za Sabrinu je Billy Wilder, u nemogućnosti da angažira Caryja Granta, izabrao Bogarta za ulogu starijeg, konzervativnog brata koji se natječe sa svojim mlađim bratom zavodnikom Williamom Holdenom za naklonost Sabrine Audrey Hepburn. Bogart nije bio oduševljen ulogom, ali se pristao rukovati s Wilderom iako scenarij nije bio gotov jer je redatelj obećao kako će se tokom snimanja dobro brinuti o njemu. No, Bogart se loše slagao s redateljem i drugim glumcima. Prigovarao je i na scenarij, koji je pisan svakodnevno u zadnji trenutak, te na to da je Wilder preferirao Hepburn i Holdena, na setu i izvan njega. Glavni problem bio je taj što je Wilder bio daleko od njegove predodžbe idealnog redatelja, Johna Hustona, u smislu stila i osobnosti. Bogart je izjavio novinarima kako je Wilder "arogantan" te, "On je vrsta redatelja s kojima ne volim raditi... film je hrpa smeća. Umoran sam od toga tko će dobiti Sabrinu." Wilder je rekao, "Podijelili smo se kao neprijatelji, ali smo se na kraju pomirili." Unatoč gorčini, film je bio uspješan. The New York Times je napisao o Bogartu, "on je nevjerojatno sposoban... vještina kojom ovaj iskusni glumac spaja štoseve i dvoličnost s pristojnim ponašanjem je jedan od glavnih aduta filma."
Bosonoga kontesa, redatelja Josepha Mankiewicza iz 1954. snimana u Rimu, donijela je jednu od Bogartovih najprofinjenijih uloga. U ovom filmu o holivudskim počecima, Bogart je ponovno slomljeni čovjek, ovaj put cinični redatelj-pripovjedač koji spašava vlastitu karijeru učinivši zvijezdu od flamenco plesačice Ave Gardner, prema uzoru na stvarnu priču o Riti Hayworth. Bogart se nije slagao s Gardner jer je tek prekinula s njegovim "rat-pack" prijateljem Frankom Sinatrom te se upustila u vezu s toreadorom. Bogart joj je rekao, "Pola ženske populacije u svijetu bi se bacilo pred Frankove noge, a ti se smucaš okolo s tipovima koji nose ogrtače i male balerinke". Bio je i iživciran njezinom neiskusnom izvedbom. Ona mu je kasnije zahvalila na pomoći. Bogartova izvedba je općenito bila hvaljena kao najbolja u filmu. Tijekom snimanja, dok je Bacall bila kući, Bogart je nastavio svoju diskretnu aferu s Veritom Peterson, svojom dugogodišnjom studijskom pomoćnicom koju je vodio na jedrenje i pio s njom. Ali kad je Bacall jednom iznenada došla i otkrila ih, podnijela je to relativno dobro. Ucijenila ga je raskošnom kupnjom, a troje je nakon snimanja otišlo na putovanje.
Bogart je mogao biti velikodušan s glumcima, posebno prema onima koji su završili na crnoj listi, koji su izgubili sreću ili proživljavali osobne probleme. Tijekom snimanja filma Božja lijeva ruka (1955.), opazio je kako njegova partnerica Gene Tierney ne može zapamtiti svoje rečenice te kako se čudno ponaša. Podučavao je Tierney, dopunjavajući njezine rečenice. Bila mu je poznata mentalna bolest (njegova sestra imala je napadaje depresije), a Bogart je potaknuo Tierney da potraži stručnu pomoć, što je ona i učinila. Podupro je i Joan Bennett i inzistirao na njoj za nastup u filmu Nismo mi anđeli kad ju je skandal učinio nepoželjnom u društvu Jacka Warnera.
1955. je snimio tri filma: Nismo mi anđeli (redatelj Michael Curtiz), Božja lijeva ruka (Edward Dmytryk) i Trenuci očaja (William Wyler). Film Marka Robsona, To teži bit će pad (objavljen 1956.) bio mu je posljednji.

### Televizijski rad
Bogart se rijetko pojavljivao na televiziji. No, on i supruga mu pojavili su se u emisiji Edwarda R. Murrowa Person to Person. On je nastupio i u The Jack Benny Showu. Nastup u Bennyjevoj emisiji jedini je Bogartov komičarski televizijski izlet. Bogart i Bacall surađivali su na koloriziranoj televizijskoj adaptaciji Okamenjene šume u sklopu televizijske emisije Producer's Showcase u programu NBC-a iz 1955. No, preživjela je samo crno-bijela verzija emisije.

### Radijski rad
Bogart je izvodio radijske adaptacije nekih od njegovih najpoznatijih filmova, kao što su Casablanca i Malteški sokol. Zajedno s Bacall je nastupio u dugogodišnjoj radijskoj seriji zvanoj Bold Venture.

## Rat-Pack
Bogart je bio među osnivačima Rat Packa. U proljeće 1955., nakon duge zabave u Las Vegasu s Frankom Sinatrom, Judy Garland, njezinim mužem Sidom Luftom, Mikeom Romanoffom i njegovom ženom Glorijom, Davidom Nivenom, Angie Dickinson i drugima, Lauren Bacall je sažela ishod zabave u rečenicu "You look like a god damn rat pack."
Kod Romanoffovih na Beverly Hillsu Rat Pack je postao "služben". Sinatra je imenovan Pack Leaderom. Kad ju je kolumnist Earl Wilson pitao što je svrha skupine, Bacall je odgovorila "piti puno burbona i ostati do kasno vani."

## Šah
Malo je poznata činjenica da je Bogart bio izvrstan šahist, gotovo majstorske razine. Prije nego što je počeo zarađivati glumom, varao je igrače za sitne iznose od 10 i 25 centi, igrajući po njujorškim parkovima i Coney Islandu. Scene šaha u Casablanci nisu bile dio originalnog scenarija, ali su ubačene na njegovo inzistiranje. U simultanki iz 1955. održanoj na Beverly Hillsu s velemajstorom Samuelom Reševskim izvukao je remi, a 1952. je igrao u San Franciscu s Georgeom Koltanowskim (Koltanowski je igrao s povezom za oči, ali je ipak pobijedio 41 potezom).
Bogart je bio član Šahovske federacije Sjedinjenih Država, a bio je aktivan u Šahovskoj organizaciji države Kalifornija te redovni posjetitelj holivudskog šahovskog kluba. Na naslovnici izdanja časopisa Chess Review za lipanj i srpanj iz 1945. bila je slika šahovskog meča Bogarta s Charlesom Boyerom, dok Lauren Bacall (koja je također igrala) gleda. U lipnju 1945., u intervjuu u časopisu Silver Screen, kad su ga pitali koje mu stvari u životu znače najviše, odgovorio je kako mu je šah jedan od glavnih interesa. Dodao je kako je igrao šah gotovo svaki dan, posebno između snimanja filmova. Volio je igru cijelog života.

## Smrt
Sredinom pedesetih zdravlje mu se pogoršalo. Nakon što je potpisao dugogodišnji ugovor s Warner Brosom., Bogart je veselo komentirao kako će mu zubi i kosa ispasti prije nego što ugovor istekne. To je natjeralo gnjevnog Jacka Warnera da se obrati svojim odvjetnicima. Bogart je osnovao novu produkcijsku kompaniju i planirao film Melville Goodwin, U.S.A., u kojem bi glumio generala, a Bacall medijskog magnata. Njegov uporni kašalj i poteškoće s jedenjem postali su preozbiljni kako bi se ignorirali pa je odustao od projekta. Film je preimenovan u Top Secret Affair, a u glavnim ulogama nastupili su Kirk Douglas i Susan Hayward.
Bogart, strastveni pušač, obolio je od raka jednjaka. Gotovo uopće nije pričao o tome, a odbijao je otići liječniku sve do siječnja 1956. Dijagnoza je donesena nekoliko tjedana kasnije, a nakon što su mu izvađeni jednjak, dva limfna čvora i rebro bilo je prekasno za zaustavljanje bolesti, čak i kemoterapijom.
Posjetili su ga Katharine Hepburn i Spencer Tracy. Frank Sinatra je također bio redovni posjetitelj. Bogart je bio preslab da ustane i siđe niz stube. Pokušao se našaliti o tome: "Stavite me u dizalo za hranu i spustit ću se na prvi kat u stilu." Vjeruje se kako su mu posljednje riječi bile: "Nikad nisam trebao zamijeniti scotch martinijima." Hepburn je u intervjuu opisala kako su ona i Spencer Tracy posljednji put vidjeli Bogarta (noć prije nego što je umro):
Spence ga je potapšao po ramenu i rekao, 'Laku noć, Bogie.' Bogie je polako pogledao u Spencea, sa smiješkom uzeo Spencea za ruku i rekao, 'Zbogom, Spence.' Spence se smrznuo. Shvatio je.
Bogart je baš navršio 57 godina, a težio je samo 36 kilograma kad je umro, 14. siječnja 1957. nakon što je pao u komu. Umro je u 2:25 u svom domu u Mapleton Drivwu 232 u Holmby Hillsu u Kaliforniji. Njegov jednostavni pokop održao se u episkopalnoj crkvi uz glazbu najdražih Bogartovih skladatelja, Johanna Sebastiana Bacha i Claudea Debussyja. Na njemu su bili mnoge velike holivudske zvijezde kao što su: Katharine Hepburn, Spencer Tracy, David Niven, Ronald Reagan, James Mason, Danny Kaye, Joan Fontaine, Marlene Dietrich, Errol Flynn, Gregory Peck i Gary Cooper, kao i Billy Wilder te Jack Warner. Bacall je zamolila Spencera Tracyja da održi govor, ali je Tracy bio preuznemiren. Govor je umjesto njega održao John Huston, koji je posjetio okupljene da je Bogartov život završio prerano, ali je ipak bio ispunjen.
On sam se nikad nije doživljavao ozbiljno - svoj posao najozbiljnije. Na živopisnu figuru Bogarta, zvijezdu, gledao je s humornim cinizmom; Bogarta glumca je najdublje poštovao... U svakoj fontani Versaillesa postoji štuka koja sve šarane drži u pokretu; inače bi se utovili i umrli. Bogie je uživao radeći sličnu aktivnost u fontanama Hollywooda. Njegove su mu žrtve rijetko dodijavale, a kad jesu, nisu dugo. Njegov stil bio je zadati udarac u vanjski sloj samodopadnosti, a ne prodrijeti kroz područja duha gdje se nanose prave ozljede... Nezamjenjiv je. Nikad neće postojati netko kao on."
Katharine Hepburn je rekla:
Bio je jedan od najvećih frajera koje sam ikad upoznala. Hodao je sredinom ceste. Bez možda, Da ili ne. Volio je piti. Pio je. Volio je jedriti na brodu. Jedrio je na brodu. Bio je glumac Bio je sretan i ponosan što je glumac. Rekao mi je, "Je li ti ugodno? Sve u redu?" Tražio me je.
Njegovi kremirani ostaci sahranjeni su na groblju Forest Lawn Memorial Park u Glendaleu u Kaliforniji. Zajedno s njim zakopana je i mala zlatna zviždaljka, koju mu je poklonila njegova buduća supruga, Lauren Bacall, prije nego što su se vjenčali. U spomen na njihov prvi zajednički film, bilo je ugravirano: "Ako želiš nešto, samo zazviždi."
Otisci ruku i stopala Humphreyja Bogarta nalaze se u vanjskom dvorištu Graumanova kineskog kazališta, a ima i zvijezdu na Stazi slavnih na Hollywood Boulevardu 6322 u Hollywoodu.

## Priznanja
Nakon njegove smrti, u Brattle Theatreu u Cambridgeu u državi Massachusetts formiran je "Bogie Cult", kao i u Greenwich Villageu u New Yorku i Francuskoj, koji je pridonio širenju njegove slave u kasnim pedesetima i šezdesetima.
Film Jean-Luc Godarda Do posljednjeg daha iz 1960. je prvi u kojem se odaje počast Bogartu. Kasnije, u komičnom homageu Bogartu Woddyja Allena, Sviraj ponovno, Sam (1972.), Bogartov duh dolazi kako bi pomogao zbunjenom Allenovu liku, filmskom kritičaru koji ima problema sa ženama i čiji se "seksualni život pretvorio u 'Okamenjenu šumu'".
Poštanska služba SAD-a izdala je 1997. markicu s Bogartovim likom u sklopu svoje serije "Legends of Hollywood".

## Citati
Američki filmski institut uvrstio je pet Bogartovih citata u svoj izbor 100 najboljih filmskih citata, najviše od svih drugih glumaca:
- 5. - "U tvoje zdravlje, mala." - Casablanca
- 14. - "Stvar od koje se sastoje snovi." - Malteški sokol
- 20. - "Louis, mislim da je ovo početak jednog divnog prijateljstva." - Casablanca
- 43. - "Uvijek ćemo imati Pariz." - Casablanca
- 67. - "Od svih lokala u svim gradovima u cijelom svijetu, ona uđe u moj." - Casablanca

## Vanjske poveznice
- Humphrey Bogart u internetskoj bazi filmova IMDb-u (engl.)
- Humphrey Bogart na Internet Broadway Databaseu (engl.)
- Bogart: Behind the Legend (dokumentarac)
- Bibliografija